# 순천군 (평안남도)
| Daedongyeojido (Gyujanggak) 08-04.jpg | Daedongyeojido (Gyujanggak) 08-03.jpg |
| Daedongyeojido (Gyujanggak) 09-04.jpg | Daedongyeojido (Gyujanggak) 09-03.jpg |

순천군(順川郡)은 오늘날 조선민주주의인민공화국 평안남도 순천시, 평성시, 은산군 지역에 있었던 군이다.

## 연혁
- 1929년 4월 1일 오운면(梧雲面)을 순천면에, 용화면(龍化面)을 신창면에, 제현면(濟賢面)을 은산면에 합면하였다.[1]
- 1939년 10월 1일 순천면을 순천읍으로 승격하였다.[2]
- 1952년에 일부가 은산군으로 분리되었다
- 1965년에 사인리, 봉학리, 덕산리가 평양시 일부와 합쳐 평성구로 되었다.
- 1967년에 삼룡리, 후탄리, 월포리, 청옥리가 평성구에 편입되었다.
- 1974년에는 은산군 전 지역이 순천군에 편입되었고 은산읍이 은산로동자구로 개편하였다. 그와 동시에 화포리, 자산리, 백송리, 고천리, 운흥리가 평성시에 편입되었다.
- 1983년에 시로 개편하면서 순천읍과 로동자구가 폐지되었다.
- 1993년에는 은산군이 다시 만들어지면서 은산동, 재동, 구봉동, 천성동, 직동, 부흥동, 수양리, 제현리, 숭화리, 연합리, 망일리, 신창리, 수덕리, 수원리, 룡화리, 류정리, 밀전리, 동상리, 남옥리, 류동리, 대양리, 남원리가 은산군으로 떨어졌다. 얼마 후에 은산군 직동로동자구와 부흥로동자구가 넘어오면서 동으로 개편하였다.
- 1995년에 평성시는 옛 대동군 지역을 평양직할시에 모두 반환하였다.
- 1997년에는 성산동과 학산동이 순천시에서 은산군에 편입되었다.

## 이북5도위원회의 순천군
| 읍면           | 리 숫자 | 리(里) |
| -------------- | ------- | --- |
| 순천읍(順川邑) | 18      | 관상(館上) 창(倉) 관하(館下) 평(坪) 상(上) 중(中) 성암(城巖) 하(下) 송포(松浦) 추(楸) 초송(初松) 원별(元別) 운봉(雲峰) 마상(馬上) 용소(龍沼) 강포(江浦) 전산(錢山) 서변(西邊) |
| 선소면(仙沼面) | 11      | 연당(蓮塘) 남포(藍浦) 증산(甑山) 장평(長坪) 모학(慕鶴) 답동(畓洞) 간동(間洞) 동림(東林) 용암(龍巖) 오천(梧泉) 도흥(桃興) |
| 사인면(舍人面) | 12      | 사인(舍人) 반송(盤松) 봉학(鳳鶴) 안국(安國) 석우(石隅) 사창(社倉) 청옥(靑玉) 옥전(玉田) 군신(君臣) 삼화(三花) 덕산(德山) 송령(松嶺) |
| 후탄면(厚灘面) | 14      | 후탄(厚灘) 입석(立石) 화오(和五) 양포(兩浦) 오탄(五灘) 용흥(龍興) 석정(石井) 합포(合浦) 월탄(月灘) 고삼(庫三) 득룡(得龍) 학림(鶴林) 반룡(盤龍) 현룡(見龍) |
| 자산면(慈山面) | 26      | 자산(慈山) 용연(龍淵) 풍덕(豊德) 송림(松林) 청룡(靑龍) 용문(龍文) 신평(申平) 자로(慈老) 덕반(德盤) 신암(新岩) 운흥(雲興) 향봉(香峰) 중평(中坪) 제일(第一) 고읍(古邑) 백전(栢田) 성남(城南) 운곡(雲谷) 부용(芙蓉) 강덕(降德) 신풍(新豊) 인풍(仁豊) 용암(龍岩) 청송(靑松) 계지(桂池) 기탄(岐灘) |
| 내남면(內南面) | 11      | 중평(中坪) 각암(閣巖) 용천(龍泉) 금평(金坪) 지상(支上) 지하(支下) 사평(沙坪) 금곡(金谷) 원봉(元峰) 신(新) 매남(梅南) |
| 북창면(北倉面) | 11      | 북창(北倉) 오상(鰲上) 중상(中上) 중하(中下) 구상(舊上) 용하(龍下) 중흥(中興) 용악(龍岳) 한령(汗嶺) 부윤(富潤) 인산(仁山) |
| 은산면(殷山面) | 23      | 은산(殷山) 진산(鎭山) 이화(伊華) 학천(鶴泉) 마산(馬山) 석교(石橋) 금창(錦窓) 원정(元井) 숭화(崇化) 명덕(明德) 남옥(南玉) 태평(泰坪) 추평(楸坪) 문창(文昌) 안평(安平) 천성(天聖) 송현(松峴) 정산(丁山) 임강(臨江) 서남(西南) 창흥(昌興) 모성(慕聖) 인상(仁上)                                  |
| 신창면(新倉面) | 24      | 신창(新倉) 귀천(貴泉) 청계(淸溪) 수원(水源) 신이(新二) 신삼(新三) 신사(新四) 마동(馬洞) 용흥(龍興) 숭덕(崇德) 용승(龍昇) 연곡(延谷) 용암(龍巖) 용화(龍化) 망일(望日) 삼중(三中) 월포(月浦) 재동(梓洞) 영대(靈坮) 은천(隱泉) 구정(九井) 원창(院倉) 유상(柳上) 숭산(崇山)                       |